# Jørgen Valdemar Torben Hertel
Jørgen Valdemar Torben Hertel, född 1831, död 1896, var en dansk agronom.
Hertel tog en juristexamen 1850, studerade senare kemi och lantbruksekonomi vid Polyteknisk Læreanstalt samt genomgick en teoretisk kurs vid Hofmansgave Landbrugsinstitut. Han ägde och brukade Store Ravnholt i Vendsyssel. Från 1866 till 1890 var Hertel redaktör för Ugeskrift for Landmænd, som han lyckades göra till ledande organ för det danska jordbruket. Hertel utgav bland annat Farve-Tabeller over forskjellige Afgrøders og Gjødningsstoffers Indhold af Kvælstof, Fosforsyre og Kali (1872).